# Luigi Bressan
Luigi Bressan (Sarche, Calavino, 9 de fevereiro de 1940) é um clérigo italiano e arcebispo católico romano emérito de Trento.
O Arcebispo de Trento, Alessandro Maria Gottardi, ordenou-o sacerdote em 28 de junho de 1964.
Entrou para o serviço diplomático da Santa Sé e em 1983 o Papa o nomeou enviado especial ao Conselho da Europa em Estrasburgo.
O Papa João Paulo II o nomeou em 3 de abril de 1989 Arcebispo Titular pro hac vice de Severiana e Pró-Núncio Apostólico no Paquistão. O Cardeal Secretário de Estado e Cardeal Prefeito da Administração dos Bens da Sé Apostólica, Agostino Casaroli, o consagrou em 18 de junho do mesmo ano; Co-consagrantes foram José Tomás Sánchez, Secretário da Congregação para a Evangelização dos Povos, e Giovanni Maria Sartori, Arcebispo de Trento. Ele escolheu Servire como seu lema.
Em 26 de julho de 1993 foi nomeado Núncio Apostólico em Cingapura e Tailândia e Delegado Apostólico na Malásia, Laos e Mianmar. Em 16 de julho de 1994 foi nomeado também Núncio Apostólico no Camboja. Em 25 de março de 1999 foi nomeado arcebispo de Trento e empossado em 30 de maio do mesmo ano.
Em 10 de fevereiro de 2016, o Papa Francisco aceitou sua aposentadoria por motivos de idade.